# Государства с ограниченным признанием

Государства — члены ООН, не признанные по крайней мере одним другим государством — членом ООН
Государства — не члены ООН, признанные по крайней мере одним государством — членом ООН, но не всеми государствами — членами ООН
Государства — не члены ООН, признанные только другими государствами — не членами ООН или не признанные никаким другим государством

Госуда́рства с ограни́ченным призна́нием — государства, суверенитет которых не признаётся по крайней мере одним государством — членом ООН и которые удовлетворяют декларативной теории государственности (то есть соответствуют следующим критериям: определённая территория, постоянное население, собственное правительство, способность вступать в отношения с другими государствами). Такие государства включают в себя государства — члены ООН, имеющие ограниченное признание, частично признанные государства и непризнанные государства.

## Классификация
- Государства — члены ООН, имеющие ограниченное признание. Это государства — члены ООН, не признанные по крайней мере одним другим государством — членом ООН. К таким государствам относятся 6 государств: Республика Армения, Государство Израиль, Республика Кипр, Китайская Народная Республика, Корейская Народно-Демократическая Республика, Республика Корея.
- Частично признанные государства. Это государства — не члены ООН, признанные по крайней мере одним государством — членом ООН, но не всеми государствами — членами ООН. К таким государствам относятся 7 государств: Республика Абхазия, Республика Косово, Государство Палестина, Сахарская Арабская Демократическая Республика, Китайская Республика (Тайвань), Турецкая Республика Северного Кипра, Республика Южная Осетия.
- Непризнанные государства. Это государства — не члены ООН, не признанные ни одним государством — членом ООН. К таким государствам относятся 2 государства: Приднестровская Молдавская Республика, Республика Сомалиленд.

## Список государств с ограниченным признанием

### Государства — члены ООН, имеющие ограниченное признание
| Год провозглашения независимости | Самоназвание государства                     | Статус                                                                              |
| -------------------------------- | -------------------------------------------- | ----------------------------------------------------------------------------------- |
| 1948                             | Государство Израиль                          | Государство Израиль не признают 19 государств — членов ООН.                         |
| 1948                             | Республика Корея                             | Республику Корею не признаёт 1 государство — член ООН.                              |
| 1948                             | Корейская Народно-Демократическая Республика | Корейскую Народно-Демократическую Республику не признают 4 государства — члена ООН. |
| 1949                             | Китайская Народная Республика                | Китайскую Народную Республику не признают 11 государств — членов ООН.               |
| 1960                             | Республика Кипр                              | Республику Кипр не признаёт 1 государство — член ООН.                               |
| 1990                             | Республика Армения                           | Республику Армению не признаёт 1 государство — член ООН.                            |

### Частично признанные государства
| Год провозглашения независимости | Самоназвание государства                      | Статус                                                                             |
| -------------------------------- | --------------------------------------------- | ---------------------------------------------------------------------------------- |
| 1912                             | Китайская Республика (Тайвань)                | Китайскую Республику (Тайвань) признают 11 государств — членов ООН.                |
| 1976                             | Сахарская Арабская Демократическая Республика | Сахарскую Арабскую Демократическую Республику признают 46 государств — членов ООН. |
| 1983                             | Турецкая Республика Северного Кипра           | Турецкую Республику Северного Кипра признаёт 1 государство — член ООН.             |
| 1988                             | Государство Палестина                         | Государство Палестина признают 147 государств — членов ООН.                        |
| 1991                             | Республика Южная Осетия                       | Республику Южную Осетию признают 5 государств — членов ООН.                        |
| 1992                             | Республика Абхазия                            | Республику Абхазию признают 5 государств — членов ООН.                             |
| 2008                             | Республика Косово                             | Республику Косово признаёт 101 государство — член ООН.                             |

### Непризнанные государства
| Год провозглашения независимости | Самоназвание государства              | Статус                                                                            |
| -------------------------------- | ------------------------------------- | --------------------------------------------------------------------------------- |
| 1990                             | Приднестровская Молдавская Республика | Приднестровскую Молдавскую Республику не признаёт ни одно государство — член ООН. |
| 1991                             | Республика Сомалиленд                 | Республику Сомалиленд не признаёт ни одно государство — член ООН.                 |

### Комментарии
1. ↑  Государство Израиль не признают 19 государств — членов ООН: Алжир, Афганистан, Бангладеш, Бруней, Джибути, Индонезия, Ирак, Иран, Йемен, КНДР, Коморы, Кувейт, Ливан, Ливия, Малайзия, Пакистан, Саудовская Аравия, Сирия, Сомали.
2. ↑  Республику Корею не признаёт 1 государство — член ООН: КНДР.
3. ↑  Корейскую Народно-Демократическую Республику не признают 4 государства — члена ООН: Корея, Франция[1], Эстония, Япония[2]. Также Корейскую Народно-Демократическую Республику не признаёт 1 государство — наблюдатель ООН: Ватикан. Также Корейскую Народно-Демократическую Республику не признаёт 1 частично признанное государство: Тайвань.
4. ↑  Китайскую Народную Республику не признают 11 государств — членов ООН: Белиз, Гаити, Гватемала, Маршалловы Острова, Палау, Парагвай, Сент-Винсент и Гренадины, Сент-Китс и Невис, Сент-Люсия, Тувалу, Эсватини. Также Китайскую Народную Республику не признаёт 1 государство — наблюдатель ООН: Ватикан. Также Китайскую Народную Республику не признаёт 1 частично признанное государство: Тайвань.
5. ↑  Республику Кипр не признаёт 1 государство — член ООН: Турция[3][4]. Также Республику Кипр не признаёт 1 частично признанное государство: ТРСК.
6. ↑  Республику Армению не признаёт 1 государство — член ООН: Пакистан[5][6][7][8][9][10][11].
7. ↑  Китайскую Республику (Тайвань) признают 11 государств — членов ООН: Белиз, Гаити, Гватемала, Маршалловы Острова, Палау, Парагвай, Сент-Винсент и Гренадины, Сент-Китс и Невис, Сент-Люсия, Тувалу, Эсватини. Также Китайскую Республику (Тайвань) признаёт 1 государство — наблюдатель ООН: Ватикан.
8. ↑  Сахарскую Арабскую Демократическую Республику признают 46 государств — членов ООН: Алжир, Ангола, Белиз, Боливия, Ботсвана, Вануату, Венесуэла, Восточный Тимор, Вьетнам, Гайана, Гана, Гондурас, Зимбабве, Иран, Йемен, Камбоджа, Кения, Колумбия, КНДР, Коста-Рика, Куба, Лаос, Лесото, Либерия, Ливия, Маврикий, Мавритания, Мали, Мексика, Мозамбик, Намибия, Нигерия, Никарагуа, Панама, Перу, Руанда, Сирия, Сьерра-Леоне, Танзания, Тринидад и Тобаго, Уганда, Уругвай, Эквадор, Эфиопия, ЮАР, Южный Судан. Также Сахарскую Арабскую Демократическую Республику признаёт 1 частично признанное государство: Южная Осетия.
9. ↑  Турецкую Республику Северного Кипра признаёт 1 государство — член ООН: Турция.
10. ↑  Государство Палестина признают 147 государств — членов ООН: Азербайджан, Албания, Алжир, Ангола, Антигуа и Барбуда, Аргентина, Армения, Афганистан, Багамы, Бангладеш, Барбадос, Бахрейн, Белиз, Белоруссия, Бенин, Болгария, Боливия, Босния и Герцеговина, Ботсвана, Бразилия, Бруней, Буркина-Фасо, Бурунди, Бутан, Вануату, Венгрия, Венесуэла, Восточный Тимор, Вьетнам, Габон, Гаити, Гайана, Гамбия, Гана, Гватемала, Гвинея, Гвинея-Бисау, Гондурас, Гренада, Грузия, Джибути, Доминика, Доминикана, Египет, Замбия, Зимбабве, Индия, Индонезия, Иордания, Ирак, Иран, Ирландия, Исландия, Испания, Йемен, Кабо-Верде, Казахстан, Камбоджа, Катар, Кения, Кипр, Китай, Колумбия, Коморы, Конго, ДР Конго, КНДР, Коста-Рика, Кот-д’Ивуар, Куба, Кувейт, Кыргызстан, Лаос, Лесото, Либерия, Ливан, Ливия, Маврикий, Мавритания, Мадагаскар, Малави, Малайзия, Мали, Мальдивы, Мальта, Марокко, Мозамбик, Монголия, Намибия, Непал, Нигер, Нигерия, Никарагуа, Норвегия, ОАЭ, Оман, Пакистан, Папуа — Новая Гвинея, Парагвай, Перу, Польша, Россия, Руанда, Румыния, Сальвадор, Сан-Томе и Принсипи, Саудовская Аравия, Сейшелы, Сенегал, Сент-Винсент и Гренадины, Сент-Китс и Невис, Сент-Люсия, Сербия, Сирия, Словакия, Словения, Сомали, Судан, Суринам, Сьерра-Леоне, Таджикистан, Таиланд, Танзания, Того, Тринидад и Тобаго, Тунис, Туркменистан, Турция, Уганда, Узбекистан, Украина, Уругвай, Филиппины, ЦАР, Чад, Черногория, Чехия, Чили, Швеция, Шри-Ланка, Эквадор, Экваториальная Гвинея, Эсватини, Эфиопия, ЮАР, Южный Судан, Ямайка. Также Государство Палестина признаёт 1 государство — наблюдатель ООН: Ватикан. Также Государство Палестина признаёт 1 частично признанное государство: САДР.
11. ↑  Республику Южную Осетию признают 5 государств — членов ООН: Венесуэла, Науру, Никарагуа, Россия, Сирия. Также Республику Южную Осетию признают 2 частично признанных государства: Абхазия, САДР. Также Республику Южную Осетию признаёт 1 непризнанное государство: ПМР.
12. ↑  Республику Абхазию признают 5 государств — членов ООН: Венесуэла, Науру, Никарагуа, Россия, Сирия. Также Республику Абхазию признаёт 1 частично признанное государство: Южная Осетия. Также Республику Абхазию признаёт 1 непризнанное государство: ПМР.
13. ↑  Республику Косово признаёт 101 государство — член ООН: Австралия, Австрия, Албания, Андорра, Антигуа и Барбуда, Афганистан, Бангладеш, Барбадос, Бахрейн, Белиз, Бельгия, Бенин, Болгария, Бруней, Буркина-Фасо, Вануату, Великобритания, Венгрия, Восточный Тимор, Габон, Гаити, Гайана, Гамбия, Гвинея, Гвинея-Бисау, Германия, Гондурас, Дания, Джибути, Доминикана, Египет, Израиль, Иордания, Ирландия, Исландия, Италия, Йемен, Канада, Катар, Кирибати, Колумбия, Корея, Коста-Рика, Кот-д’Ивуар, Кувейт, Латвия, Либерия, Ливия, Литва, Лихтенштейн, Люксембург, Мавритания, Малави, Малайзия, Мальдивы, Мальта, Маршалловы Острова, Микронезия, Монако, Нигер, Нидерланды, Новая Зеландия, Норвегия, ОАЭ, Оман, Пакистан, Палау, Панама, Перу, Польша, Португалия, Сальвадор, Самоа, Сан-Марино, Саудовская Аравия, Северная Македония, Сенегал, Сент-Китс и Невис, Сент-Люсия, Сингапур, Словения, США, Сомали, Суринам, Таиланд, Танзания, Тонга, Тувалу, Турция, Фиджи, Финляндия, Франция, Хорватия, Чад, Черногория, Чехия, Швейцария, Швеция, Эсватини, Эстония, Япония. Также Республику Косово признаёт 1 частично признанное государство: Тайвань. Также Республику Косово признают 2 ассоциированных с Новой Зеландией государства: Ниуэ, Острова Кука.
14. ↑  Приднестровскую Молдавскую Республику не признаёт ни одно государство — член ООН. Однако Приднестровскую Молдавскую Республику признают 2 частично признанных государства: Абхазия, Южная Осетия.
15. ↑  Республику Сомалиленд не признаёт ни одно государство.